# Ettore Bellotto
Ettore Bellotto (ur. 18 lutego 1895 w Vicenzy, zm. 11 sierpnia 1966 w Mediolanie) – włoski gimnastyk, medalista olimpijski.
W 1920 r. reprezentował barwy Zjednoczonego Królestwa Włoch na letnich igrzyskach olimpijskich w Antwerpii, zdobywając złoty medal w wieloboju drużynowym.